# Сытый, Николай Максимович
Николай Максимович Сытый (5 мая 1907, Москва — 26 мая 1969, Кривой Рог, Днепропетровская область) — русский и советский учёный-химик. Лауреат Ленинской премии (1962).

## Биография
Окончил Прилукскую кооперативную профессиональную школу (1926) и Киевский товароведческий институт (1931). С 1931 по 1941 год работал в Украинском институте советской торговли на кафедре химии ассистентом, старшим преподавателем, и. о. доцента.
После начала войны эвакуировался в г. Фрунзе. Там с 1941 по 1946 год работал в Киргизском филиале АН СССР: научный сотрудник, зав. спец. лабораторией, и. о. директора Химического института.
Установил возможность детонации винтовочных пироксилиновых порохов при добавлении к ним воды. Это позволило ранее сжигавшиеся пороховые отходы использовать в качестве взрывчатых веществ при проведении земляных работ на строительстве гидроэлектростанций (Аламединская ГЭС — 1-я и 2-я очереди, Токмакская ГЭС), выполнить работы по выпрямлению русла реки Чу, что обеспечило нормальную эксплуатацию Чумышской дамбы, а также Атбашинского и Георгиевского ирригационных каналов. За это награждён орденами «Знак Почёта» (1945) и Красной Звезды (1946).
В 1946—1956 годах — заведующий спецлабораторией Института математики АН УССР, старший научный сотрудник Института чёрной металлургии АН УССР. В 1946 году защитил диссертацию на степень кандидата технических наук.
В 1957 году приглашён в экспедиционный отряд подводных и гидротехнических работ Днепровского речного пароходства в качестве научного консультанта при ведении взрывных работ с использованием отходов пироксилиновых порохов. Указанным методом выполнены переходы газопровода Шебелинка — Днепропетровск через реки Днепр и Самару, переход Шебелинка — станция Шебелинка в пойме реки Северный Донец, переход газопровода Днепропетровск — Запорожье. В составе группы исполнителей этих работ отмечен Ленинской премией (А. А. Дерибас, В. М. Кузнецов, М. М. Лаврентьев, Г. С. Мигиренко, Н. М. Сытый).
Умер 26 мая 1969 года в городе Кривой Рог. Похоронен в Киеве на Зверинецком кладбище (8-й участок).

### Семья
Дочь — Галина (1940 г.р.), кандидат физико-математических наук (1965).

## Научная деятельность

### Научные труды
- Опыт разработки подводных траншей взрывным методом [Текст]. — М.: [б. и.], 1962. — 24 с.
- Применение суррогатов взрывчатых веществ и отходов пироксилиновых (винтовочных) порохов в народном хозяйстве [Текст]: Посвящается 20-летию Киргиз. ССР / Н. М. Сытый, канд. техн. наук; Киргиз. филиал Акад. наук СССР. Хим. ин-т. — Фрунзе; Токмак: Токмакск. гор. тип. Полиграфупр. Киргиз. ССР, 1946. — 46 с.
- Использование пороховых отходов на земляных работах [Текст] / Н. М. Сытый, М. Н. Константинов, С. П. Петров; Акад. наук Укр. ССР. Ин-т математики. — Киев: тип. Изд-ва АН УССР, 1949. — 27 с.